# Proyecto suministro de agua desalinizada Distrito Norte
El Proyecto suministro de agua desalinizada Distrito Norte tiene como fin el suministro de hasta 1956 litros por segundo de agua de mar desalinizada a las divisiones "Radomiro Tomic", "Chuquicamata" y "Ministro Hales" de Corporación Nacional del Cobre de Chile para su uso en la minería del cobre. La infraestructura incluye una planta desalinizadora de osmosis inversa, un sistema de impulsión de agua que la llevará a más de 160 kilómetros con tuberías y con sus respectivas estaciones de bombeo, un reservorio de agua industrial ubicado en Radomiro Tomic con más de 250 mil metros cúbicos de capacidad, un sistema de suministro eléctrico y sistemas de distribución de agua. Su entrada en operacones está prevista para 2026 y su costo será una inversión de 1000 millones de dólares.
La planta desalinizadora está ubicada en la Caleta Viuda de Tocopilla, en el kilómetro 14 de la Ruta CH-1 al sur de Tocopilla. Las tres mineras están inmediatamente al norte de la ciudad de Calama.
No confundir con la Planta desaladora Norte, que abastece con agua potable a Antofagasta y Mejillones.

## Población, economía y ecología
La planta estará ubicada en la costa, en las cuencas costeras entre río Loa y quebrada de Caracoles, pero sus aguas serán transportadas hacia los centros mineros de CODELCO ubicados en la cuenca del río Loa.

Esquema del proyecto para la construcción de la planta desaladora distrito norte de CODELCO para abastecer con agua las minas Chuquicamata, Radomiro Tomic y Ministro Hales